# Куньцань
Лю Шиси (кит. трад. 劉石谿), буддийское имя  Куньцань (кит. 髡殘, пиньинь Kūncán, 1612 — ок. 1682) — китайский художник, каллиграф, литератор времён падения империи Мин и начала империи Цин.

## Жизнеописание
Родился в 1612 году в уезде Улин (современный Чандэ провинции Хунань). В детстве он увлекался литературой, живописью и каллиграфией. После падения империи Мин на севере страны в 1644 году Лю Шиси тяжело это пережил. В 1652 году побрил голову и отправился в буддийский монастырь, чтобы принять монашеский обет. В 1654 году Куньцань перебрался в Нанкин. В это же время общался с другими монахами-художниками — Чжу Да и Шитао. Посетив несколько монастырей в тех краях, он осел в храме южнее Нанкина, где и умер настоятелем монастыря Нюшоушан примерно в 1682 году.

## Творчество
На Куньцаня значительное влияние оказали художники Ван Мэн и Шэнь Чжоу. Наиболее плодотворно работал в 1657-1674 годах. Основной темой картин было изображение пейзажей и увиденных ландшафтов. В его работах много фантастических образов, особенностью является сплошная экспрессия. Известной является картина «Храм Баоэньн вблизи Нанкина». Его стиль был простым и искренним, но при этом очень живым, он часто использовал красные, коричневые, синие тона. Например, на картине «Старая зелень парит наверху» заметна зрелость и мастерство владения кистью, а все строения и дороги расположены на картине со вкусом. В верхней части видны утренние облака, а в средней — шумящие водопады.
Куньцань любил одиночество, был немногословен, часто мог в течение нескольких дней не произнести ни слова. Его глубоко уважали такие писатели, как Гу Яньу, художники Чжоу Лянгун, Гун Сянь и Чэн Чжэнкуй за порядочность, профессионализм и патриотизм.